# Morton, Texas
Morton là một thành phố thuộc quận Cochran, tiểu bang Texas, Hoa Kỳ. Năm 2010, dân số của xã này là 2006 người.

## Dân số
- Dân số năm 2000: 2249 người.
- Dân số năm 2010: 2006 người.